# العلاقات الفلبينية الليتوانية
العلاقات الفلبينية الليتوانية هي العلاقات الثنائية التي تجمع بين الفلبين وليتوانيا.

## مقارنة بين البلدين
هذه مقارنة عامة ومرجعية للدولتين:
| وجه المقارنة                                              | الفلبين                       | ليتوانيا                                                    |
| --------------------------------------------------------- | ----------------------------- | ----------------------------------------------------------- |
| المساحة (كم2)                                             | 343.45 ألف                    | 65.30 ألف                                                   |
| عدد السكان (نسمة)                                         | 104.92 مليون                  | 2.79 مليون                                                  |
| الكثافة السكانية (ن./كم²)                                 | 305.49                        | 42.73                                                       |
| العاصمة                                                   | مانيلا                        | فيلنيوس، كاوناس                                             |
| اللغة الرسمية                                             | اللغة الفلبينية، لغة إنجليزية | اللغة الليتوانية                                            |
| العملة                                                    | بيسو فلبيني                   | ليتاس ليتواني، يورو                                         |
| الناتج المحلي الإجمالي (بليون دولار)                      | 313.60 مليار                  | 47.17 مليار                                                 |
| الناتج المحلي الإجمالي (تعادل القوة الشرائية) بليون دولار | 743.90 مليار                  | 84.06 مليار                                                 |
| الناتج المحلي الإجمالي الاسمي للفرد دولار أمريكي          | 2.90 ألف                      | 14.15 ألف                                                   |
| الناتج المحلي الإجمالي للفرد دولار أمريكي                 | 7.39 ألف                      | 27.69 ألف                                                   |
| مؤشر التنمية البشرية                                      | 0.668                         | 0.839                                                       |
| رمز المكالمات الدولي                                      | +63                           | +370                                                        |
| رمز الإنترنت                                              | .ph                           | .lt                                                         |
| المنطقة الزمنية                                           | توقيت الفلبين                 | ت ع م+02:00، ت ع م+03:00، أوروبا/فيلنيوس ‏، توقيت شرق أوروبا |

## منظمات دولية مشتركة
يشترك البلدان في عضوية مجموعة من المنظمات الدولية، منها:
| علم المنظمة | اسم المنظمة                               | تاريخ انضمام الفلبين | تاريخ انضمام ليتوانيا |
| ----------- | ----------------------------------------- | -------------------- | --------------------- |
|             | وكالة ضمان الاستثمار متعدد الأطراف        | 8 فبراير 1994        | 8 يونيو 1993          |
|             | منظمة الشرطة الجنائية الدولية             | ?                    | ?                     |
|             | منظمة حظر الأسلحة الكيميائية              | ?                    | ?                     |
|             | منظمة التجارة العالمية                    | 1995                 | ?                     |
|             | الأمم المتحدة                             | 24 أكتوبر 1945       | 17 سبتمبر 1991        |
|             | مؤسسة التمويل الدولية                     | 12 أغسطس 1957        | 15 يناير 1993         |
|             | يونسكو                                    | 21 نوفمبر 1946       | 7 أكتوبر 1991         |
|             | مؤسسة التنمية الدولية                     | 28 أكتوبر 1960       | 23 سبتمبر 2011        |
|             | البنك الدولي للإنشاء والتعمير             | 27 ديسمبر 1945       | 6 يوليو 1992          |
|             | المركز الدولي لتسوية المنازعات الاستشارية | 17 ديسمبر 1978       | 5 أغسطس 1992          |
|             | الاتحاد البريدي العالمي                   | ?                    | ?                     |
|             | الاتحاد الدولي للاتصالات                  | 25 مايو 1912         | 1 يوليو 1923          |

## وصلات خارجية
- موقع وزارة الخارجية الفلبينية
- موقع وزارة الخارجية الليتوانية